# تیاگو دی ملو مارینهو
تیاگو دی ملو مارینهو (انگلیسی: Tiago de Melo Marinho؛ زادهٔ ۹ مارس ۱۹۸۱) بازیکن فوتبال اهل برزیل است.
وی همچنین در تیم ملی فوتبال تیم ملی فوتسال برزیل بازی کرده‌است.